# Симфония (навигационный комплекс)
НК «Симфония» — навигационный комплекс для ракетных подводных крейсеров стратегического назначения. Разработан ЦНИИ «Электроприбор», относится к третьему поколению. Принят на вооружение ВМФ СССР в 1983 году.
Обеспечивает комплексную обработку информации поступающей от разнородных навигационной источников. Для обработки информации используется фильтр Кальмана.
Для многоцелевых АПЛ был разработан НК «Симфония-У» (УНК-90).